# Doppio misto
Doppio misto è un film per la televisione del 1985, diretto da Sergio Martino.

## Trama
Il film racconta le divertenti vicissitudini di due coppie di sposi in cerca di un appartamento da affittare.
In momenti diversi visitano lo stesso appartamento e si riconoscono come ex compagni di liceo e primi amori. Con la disponibilità dell'alcova la passione rinasce, ma le cose saranno più difficili del previsto.